# Ozero Prents
Ozero Prents (ryska: Озеро Пренц) är en sjö i Belarus.   Den ligger i voblasten Vitsebsks voblast, i den nordöstra delen av landet, 250 km nordost om huvudstaden Minsk. Ozero Prents ligger 152 meter över havet. Arean är 0,15 kvadratkilometer. Den sträcker sig 0,6 kilometer i nord-sydlig riktning, och 0,5 kilometer i öst-västlig riktning.
I omgivningarna runt Ozero Prents växer i huvudsak blandskog. Runt Ozero Prents är det ganska tätbefolkat, med 65 invånare per kvadratkilometer.